# Pocisk balistyczny średniego zasięgu
Pocisk balistyczny średniego zasięgu, MRBM (od ang. medium-range ballistic missile) – rakietowy pocisk balistyczny, dla którego mierzona w linii prostej po powierzchni Ziemi maksymalna odległość między punktem startu a celem wynosi od 1000 do 3000 kilometrów. Kategoria ta związana jest z najpowszechniej na świecie przyjętym amerykańskim podziałem pocisków balistycznych według ich zasięgu.
Według amerykańskiej i natowskiej klasyfikacji pociski balistyczne dzielone są na:
- pociski międzykontynentalne: powyżej 5500 kilometrów
- pociski pośredniego zasięgu: od 3000 do 5500 kilometrów
- pociski średniego zasięgu: od 1000 do 3000 kilometrów
- pociski krótkiego zasięgu: do 1000 kilometrów.